# Francesco Ballarotti
Francesco Ballarotti (okolo 1660? Bergamo – duben 1712 tamtéž) byl italský hudební skladatel.

## Život
Francesco Ballarotti byl synem Giuseppe Ballarottiho zvaného ‘il Manzino’, který byl houslistou a zpěvákem v chrámu Santa Maria Maggiore v Bergamu. V roce 1691 se stal zástupcem kapelníka v témže chrámi a o rok později, po smrti Teodora Reggianiho, se stal hlavním kapelníkem. Proslul jako operní skladatel ale věnoval se i instrumentální a chrámové hudbě.

## Dílo

### Opery
- Il Tempo Deluso (libreto Francesco Arisi, Milán, 1684)
- Enea in Italia (libreto Giacomo Francesco Bussani, 1686)
- Dialogo Musicale fra Nettuno e Bergamo (1688)
- Il Merito Fortunato (libreto Francesco Roncali, Bergamo, 1691)
- Il cuor del leone o sia La stella di prima grandezza (libreto Carlo Benaglio, Milán, 1692)
- Ottaviano in Sicilia (libreto Ercole Pesci, Reggio Emilia, 1692)
- L'Aiace (libreto Pietro d'Averara, 1694)
- Antonio e Pompejano overo La Tirannide Punita (libreto Giacomo Francesco Bussani, Janov, 1695)
- Aetna Festivo (1696)
- Ariovisto (libreto Pietro d'Averara, 1699)
- La caduta de' Decemviri (libreto Silvio Stampiglia, Reggio Emilia, 1699)
- Esione (libreto Pietro d'Averara, Turín, 1699)
- Muzio Scevola (libreto Nicolò Minato, Turín 1700)
- Alciade ou L'Eroico Amore (libreto M. Gasparini, 1709)
- L'Amante Impazzito (autorství nejisté, 1714)

### Jiné skladby
- Chi d'un crin ne'lacci (zpěv a basso continuo)
- Gelosia non tormentarmi (zpěv a basso continuo)
- Più non spero (zpěv a basso continuo)
- Tria op. 1 (Ballets, Airs, Gigues, Courantes)